# Erwin Nyc
Erwin Ginter Nyc (Katowice, 1914. május 24. – Piekary Śląskie, 1988. május 1.), lengyel válogatott labdarúgó.
A lengyel válogatott tagjaként részt vett az 1938-as világbajnokságon.

## Pályafutása
1914. május 24-én született Kattowitzban (Katowice), a Német Birodalomban (ma Lengyelország). Az 1930-as évek végén a Polonia Warszawa csapatában játszott, és a lengyel labdarúgó-válogatott tagja is volt. Részt vett a legendás 1938-as 1938-as világbajnokságon. 1938. június 5-én Strasbourgban játszott a Brazília elleni legendás mérkőzésén.
A második világháború alatt visszatért Felső-Sziléziába, ahol egy ideig egy német kisebbségi csapatban játszott, az 1. FC Katowice csapatában. Behívták a német hadseregbe, a Luftwaffe és a berlini helyőrség katonai egységeiben szolgált.
A háború után sok sziléziai német labdarúgótársával ellentétben a szülőföldjén, az akkor kommunista Lengyelországban maradt. Kezdetben sok problémája akadt a kommunista rezsimmel, amely árulónak tekintette. Krakkói és varsói játékosok egy csoportja azonban azt állította, hogy ő soha nem árulta el Lengyelországot, és aktívan támogatta a lengyel földalatti szervezeteket.

## Statisztika

### A válogatottban
| Lengyelország | Lengyelország   | Lengyelország | Lengyelország |
| Év            | Pályára lépések | Gólok         |               |
| ------------- | --------------- | ------------- | ------------- |
| 1937          | 2               | 0             |               |
| 1938          | 6               | 0             |               |
| 1939          | 3               | 0             |               |
| Összesen      | 11              | 0             |               |

## Fordítás
- Ez a szócikk részben vagy egészben  az   Erwin Nyc című angol Wikipédia-szócikk ezen változatának fordításán alapul.  Az eredeti cikk szerkesztőit annak laptörténete sorolja fel. Ez a jelzés csupán a megfogalmazás eredetét és a szerzői jogokat jelzi, nem szolgál a cikkben szereplő információk forrásmegjelöléseként.